# Mar das Filipinas

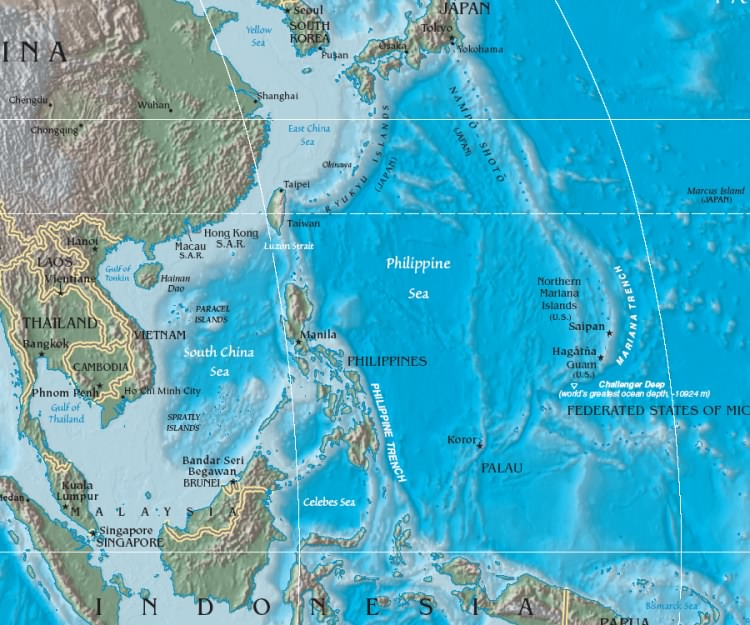
Localização específica

O  Mar das Filipinas é uma área "mal definida" do oceano Pacífico entre o sul do Japão, o norte das Ilhas Carolinas (Palau), o leste das Filipinas e o oeste das Ilhas Marianas.
A Enciclopédia Britannica o define assim, resumidamente, como uma "seção do oeste do Oceano Pacífico Norte, situada a leste e ao norte das Filipinas". 

## Localização
Segundo a Enciclopédia Britannica, o Mar das Filipinas está delimitado pelas ilhas filipinas de Luzon, Samar e Mindanao no sudoeste; Palau, Yap e Ulithi (das Ilhas Carolinas) no sudeste; as Ilhas Marianas, incluindo Guam, Saipan e Tinian, no leste; as Ilhas Bonin e Vulcão (Iwo Jima) no nordeste; as ilhas japonesas de Honshu, Shikoku e Kyushu no norte; as Ilhas Ryukyu (Okinawa) no noroeste; e Taiwan (Ilha Formosa) no extremo oeste. 

## Dimensões

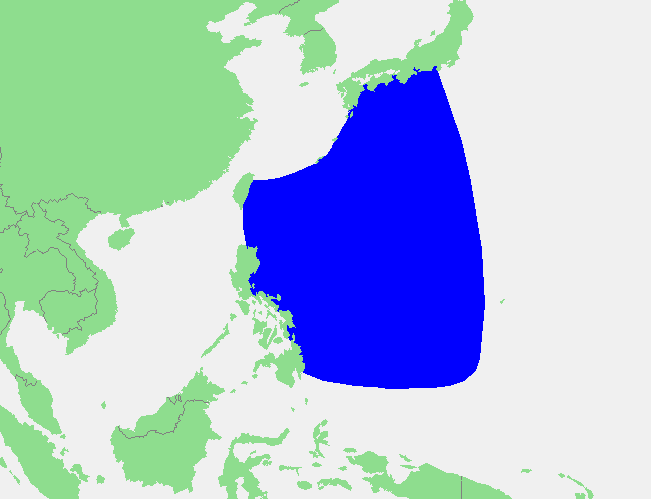
Localização e dimensão

Também segundo a Britannica é "uma área medindo 1.800 milhas (2.900 km) de norte a sul por 1.500 milhas de leste-oeste e ocupando uma área de superfície total de 40.000 milhas quadradas (1 milhão de quilômetros quadrados)" que ocupa "cerca de 3 por cento (3%) de toda a região do Pacífico". 

## Relevo
De acordo com a Britannica, o "fundo desta porção do oceano é formado em uma bacia estrutural por uma série de dobras e falhas geológicas que se projetam acima da superfície na forma de arcos", incluindo profundidades em trincheiras, sendo a mais profunda delas a Fossa das Filipinas. Numerosos montes submarinos também se  elevam-se do fundo da bacia, alguns dos quais são de origem vulcânica. 
Nota: consulte o artigo Relevo oceânico na Wikipedia

## Clima
A Corrente do Pacífico Norte Equatorial flui para o oeste através do sul do mar. Ao se aproximar das Filipinas, a corrente se divide; parte vai para o norte, para perto de Luzon para formar a Kuroshio (Corrente do Japão), e parte oscila para o sul como a Contracorrente Equatorial do Pacífico. Essas correntes, junto com áreas próximas a recifes, cristas e montes submarinos, são locais para pescaria. 
Nota: consulte o artigo Clima oceânico na Wikipedia

## Temporada de tufões

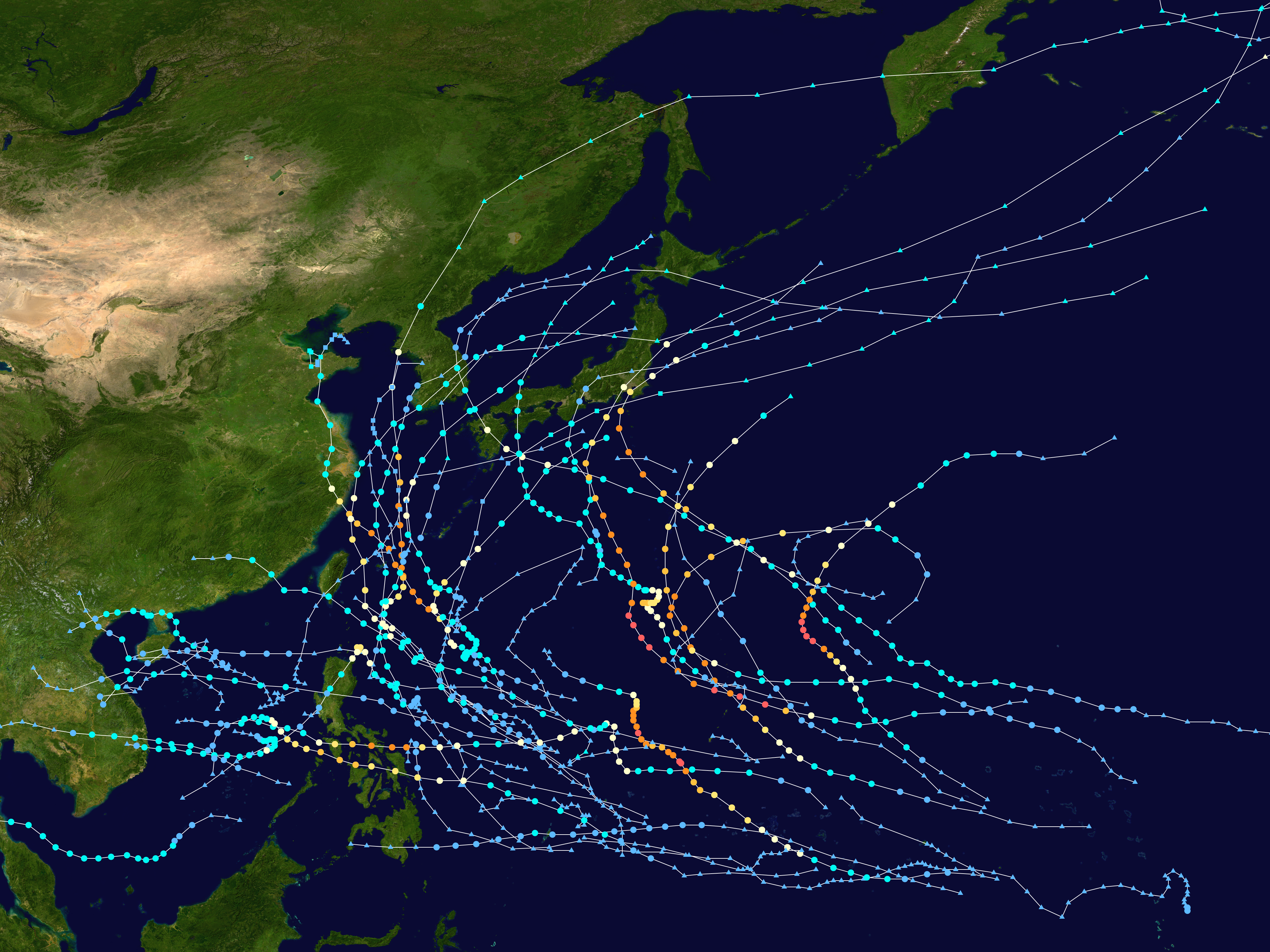
Tufões sobre o Mar das Filipinas em 2019

Devido as condições climáticas e meteorológicas na área entre maio e novembro, como as temperaturas mais elevadas, os tufões, que se tornam particularmente fortes em setembro, têm origem ou se intensificam no Mar das Filipinas. 
Segundo um informe do Pagasa, serviço meteorológico oficial das Filipinas, "sobre ciclones tropicais", os tufões que atingem as Filipinas anualmente, em sua maioria se formam a  leste do país, no Mar das Filipinas. 
Nota: consulte os artigos sobre as Temporadas de Tufões no Pacífico de 2020 e 2019

## Leia na Wikipedia
Batalha do Mar das Filipinas